# 松永茜
松永茜（日语：／ Matsunaga Akane，2001年10月14日—）是日本的女性聲優，三重縣出身。隸屬於HoriPro International。

## 人物
幼年時跟父親一起看動畫並且喜歡模仿聲優的演技。從親人那知道聲優這個職業後，小學便開始以當聲優為目標。2017年參加「次世代聲優奇蹟甄選」的活動，得到了大賞。2018年4月開始為《偶像學園Friends！》的主角友希愛音配音，正式聲優出道。後來以「BEST FRIENDS!」一員的身分演唱《偶像學園Friends！》相關歌曲。在《Animage》2019年舉辦的第41回動畫大獎賽女性角色部門中獲得第18名

## 演出作品
※粗體字為主要角色。

### 電視動畫
2018年
- 偶像學園Friends！（友希愛音[8]）

2019年
- 偶像學園 on Parade！（友希愛音[9]）

2021年
- Love Live! Superstar!!（澁谷亞里亞）
- 世界頂尖的暗殺者轉生為異世界貴族（可娜）

2024年
- 再見龍生，你好人生（愛莉[10]）

### 廣播節目
- 偶像學園Friends（2018年[11]－2019年，YouTube[12]、Anitere[11]）
- 偶像學園 on Parade！（2019年[13]－，YouTube、Anitere）

## 外部連結
- 事務所官方簡歷 （页面存档备份，存于）（日語）